# Contrôleur aérien
Un contrôleur de la circulation aérienne ou contrôleur aérien (parfois surnommé aiguilleur du ciel) est une personne chargée d'assurer un service de contrôle de la circulation aérienne. Il exerce son métier dans la vigie d'une tour de contrôle (pour le contrôle d'aérodrome), ou dans une salle de contrôle d'approche (pour les arrivées et les départs) ou dans un centre de contrôle régional (contrôle en route).

## Missions
Le premier rôle du contrôleur aérien est de séparer les avions et autres appareils volants (l'ensemble étant appelé aéronefs) entre eux. Des normes d'espacement sont établies et le contrôleur doit fournir des instructions aux pilotes afin que ces normes soient respectées à chaque instant. Il permet également de fluidifier et d'organiser la circulation des aéronefs dans le ciel, ainsi qu'au sol sur les aéroports. Pour cela, il peut regarder directement dehors (d'une tour de contrôle, appelée aussi vigie) ou utiliser son écran radar (en centre d'approche ou en Centre en route de la navigation aérienne (CRNA)).
Selon la classe d'espace aérien dans laquelle évolue l'aéronef, sa séparation d'avec les autres aéronefs (au sol ou en vol) peut s'obtenir par diverses méthodes :
- soit par l'information de trafic qui consiste à fournir au pilote toutes les informations de position des aéronefs conflictuels en lui permettant ainsi d'assurer lui-même sa séparation par repérage visuel.
- soit (le plus souvent) par guidage à l'aide du radar, c'est-à-dire par la délivrance d'instructions précises de cap (direction à suivre, ou voie de circulation au sol à emprunter), altitude, vitesse, destinées à faire suivre à chaque aéronef la trajectoire nécessaire à sa séparation avec les autres trafics environnant, ou avec le relief. Dans ce cas, la responsabilité de l'anti-collision incombe au contrôleur et le pilote en est déchargé. Cette méthode de guidage par radar est généralement appliquée dans les espaces aériens comportant un trop grand nombre d'aéronefs évoluant à des vitesses trop rapides pour que de simples informations de trafic puissent suffire aux pilotes. Le guidage par radar est également utile pour réguler les aéronefs en approche vers les aéroports, puisque ceux-ci doivent être guidés jusqu'à la piste d'atterrissage, de manière organisée en raison de leur nombre important convergeant vers un même point.

Un contrôleur gère classiquement jusqu'à une vingtaine d'aéronefs en même temps[réf. nécessaire].

## Principales catégories de contrôle aérien civil

### Océanique
Le contrôleur aérien océanique a pour mission de gérer les aéronefs empruntant des itinéraires situés généralement au-dessus des océans ou de toute zone désertique suffisamment vaste pour n'être pas couverte par un radar. Il s'agit généralement des vols transatlantiques ou transpacifiques long-courriers. Même si la technologie moderne par satellite a vocation à améliorer les anciennes méthodes, la méthode utilisée ici pour séparer les avions sans visualisation par un radar se base sur des calculs d'heure estimée de passage de l'avion par des points virtuels à la surface du globe. La représentation du trafic aérien dans l'espace géré par le contrôleur océanique est donc essentiellement mentale. Les centres de contrôle océaniques sont physiquement situés dans des bâtiments semblables aux CRNA (voir rubrique suivante). Il n'en existe pas en France métropolitaine.

### Régional

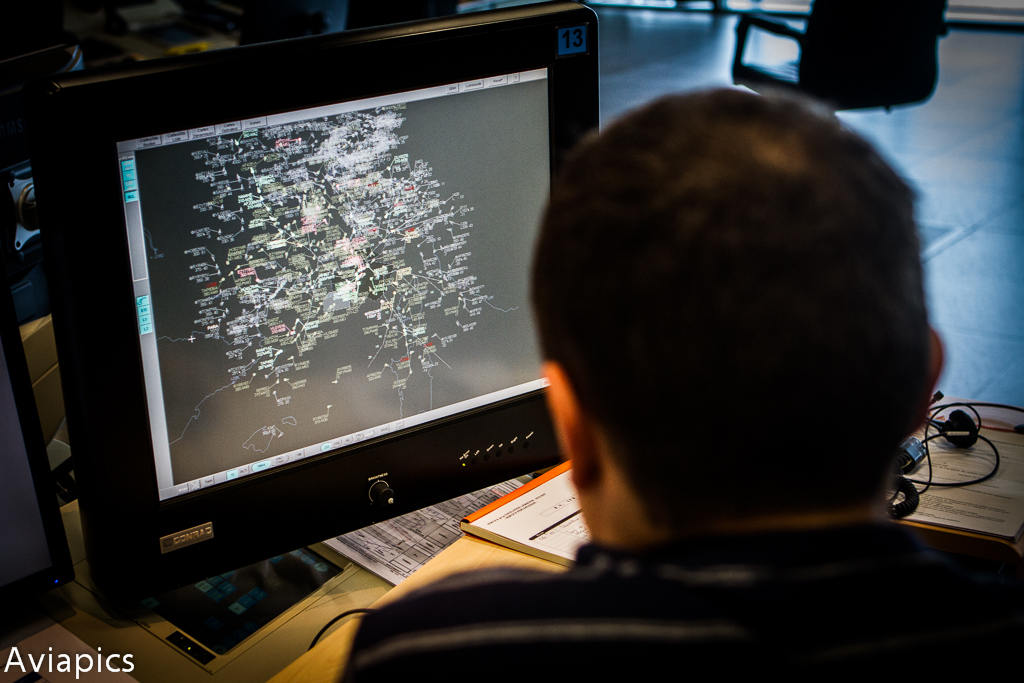
Image radar

Le contrôleur aérien régional a pour mission d'organiser la circulation des aéronefs évoluant en phase de croisière, avec cette fois-ci possibilité de visualisation du trafic par l'écran d'un radar. Il suit également le début des phases de descente et la fin des phases de montée. La vitesse des avions est alors élevée ; la détection et la prévention des collisions doit donc se faire avec une forte anticipation (plusieurs dizaines de kilomètres en amont). En France, les CRNA sont chargés de cette mission. Ils se situent dans des bâtiments parfois éloignés d'un aérodrome. Les avions ainsi traités proviennent aussi bien d'aéroports français ou européens que d'aéroports du monde entier survolant simplement le territoire sans forcément y atterrir. La France est l'un des espaces aériens le plus encombré d'Europe[réf. nécessaire].

### Approche

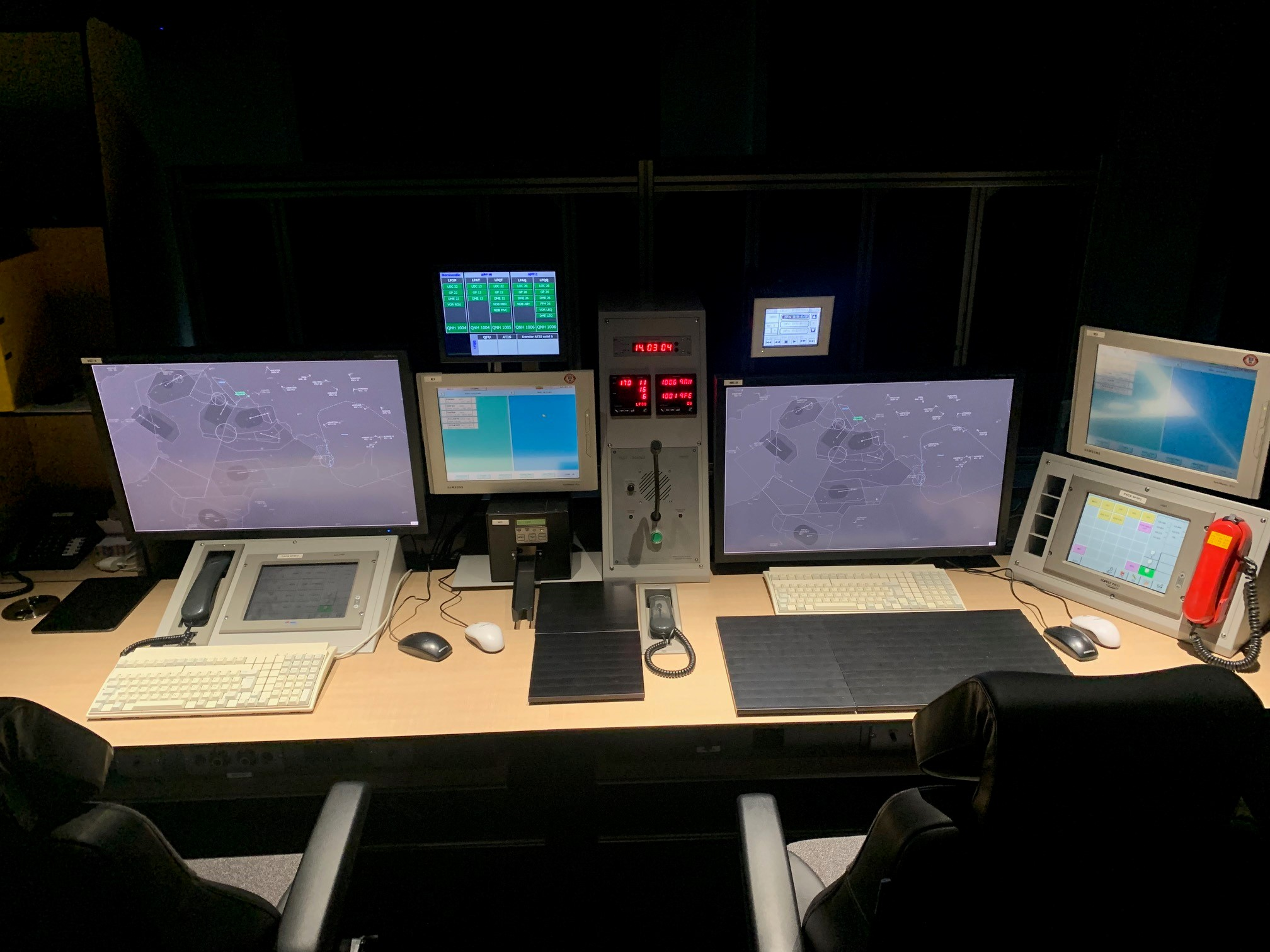
Position de contrôle d'une salle d'approche

Le contrôleur d'approche a pour principale mission de guider le flux de trafic aérien approchant vers un aéroport, de manière à permettre aux aéronefs d'y atterrir de façon cadencée et optimisée, tout en respectant les normes d'espacement réglementaires. Il fait suivre à chaque avion la trajectoire qu'il détermine afin de placer chaque aéronef en « file indienne » sur l'axe de la piste d'atterrissage. Il « reçoit » les avions en provenance du contrôle régional (CRNA). Le contrôleur d'approche guide également les avions au décollage (qu'il « reçoit » du contrôleur d'aérodrome, voir paragraphe suivant) lors de leur phase initiale de montée, ou encore ceux transitant simplement au-dessus de l'aéroport. Sa compétence s'étend bien au-delà de la plateforme aéroportuaire, jusqu'à 150 km autour de celle-ci ; elle exclut l'aéroport lui-même qui est géré par le contrôle local d'aérodrome (cf. rubrique suivante). Le centre d'approche peut traiter un ou plusieurs aéroports simultanément. Il est implanté soit dans le bâtiment d'une tour de contrôle d'un des aéroports gérés, soit dans un autre bâtiment extérieur. Dans certains cas, le centre d'approche peut également se situer dans un CRNA.

### Aérodrome

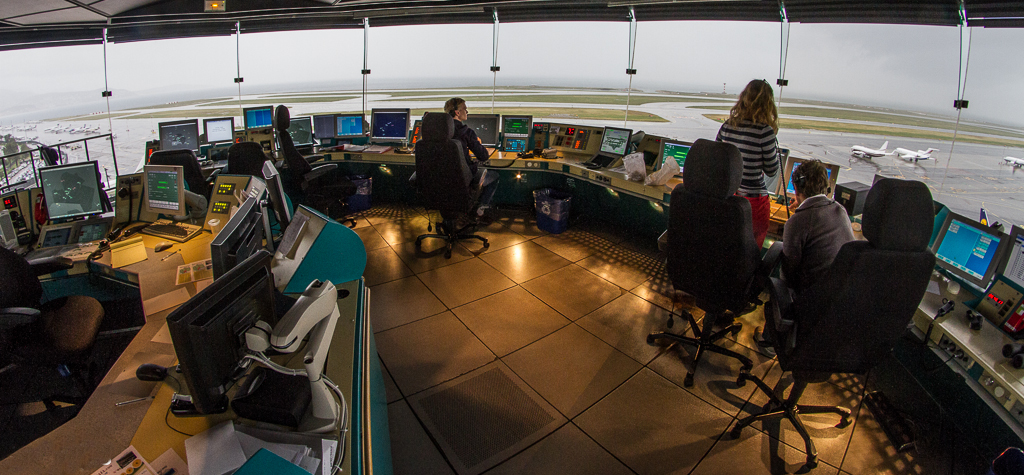
Vigie Tour de contrôle

Le contrôleur d'aérodrome a pour mission d'organiser et de fluidifier la circulation des aéronefs dans un espace très proche de l'aéroport, que ceux-ci soient en vol ou roulant au sol. Il reçoit une partie des avions du contrôleur d'approche, et les intègre au trafic circulant déjà sur ou autour de la plateforme aéroportuaire. Il s'occupe donc, entre autres, de l'utilisation des pistes, délivre les autorisations de décollage, d'atterrissage et de roulage au sol. La méthode de l'information de trafic largement utilisée pour séparer les aéronefs entre eux, avec l'aide de la visualisation au radar ou, plus souvent, de la vue directe sur l'extérieur. Pour cette raison, le contrôle d'aérodrome s'exerce nécessairement depuis la vigie d'une tour de contrôle, avec la faculté de regarder dehors à travers des baies vitrées. C'est ce type de contrôle aérien qui résume souvent à lui seul dans l'image publique, la fonction de contrôleur aérien.
Ainsi, que ce soit dans un centre océanique, régional, d'approche ou d'une tour de contrôle d'un aérodrome, au sol ou en vol, un pilote d'aéronef reste en contact permanent avec les contrôleurs aériens, permettant la sécurité du vol de la mise en route des moteurs jusqu'à leur extinction à l'arrivée à destination, quelle que soit la durée du vol.
En France, les ICNA (ingénieurs du contrôle de la navigation aérienne) sont qualifiés pour exercer chacune de ces catégories de contrôle aérien, et les TSEEAC (techniciens supérieurs des études et de l'exploitation de l'aviation civile) occupent les postes de contrôleur dans des aérodromes dont l'approche est gérée par un autre aéroport (par exemple : Cannes, Avignon, Perpignan, Figari, Carcassonne).

## Méthodes de travail
L'espace aérien, le « ciel », est trop vaste et le nombre d'aéronefs trop important pour pouvoir être gérés par un seul contrôleur. Par conséquent, qu'il s'agisse d'un espace de contrôle océanique, régional, d'approche ou d'aérodrome, celui-ci est subdivisé en portions d'espaces plus petites, appelées « secteurs », disposées les unes à côté des autres, et les unes au-dessus des autres, afin de couvrir la quasi-intégralité de l'espace atmosphérique entourant la planète. Chaque secteur est généralement géré par un seul contrôleur et son assistant. Les avions, au cours de leur déplacement, passent ainsi d'un secteur à un autre, et donc d'un contrôleur à un autre. Ces derniers se coordonnent entre eux les façons de se livrer les avions d'un secteur à l'autre, et demandent ensuite au pilote de contacter le contrôleur du secteur suivant en changeant sa fréquence émission/réception de radio. Quelle que soit la position de l'aéronef dans le monde, celui-ci est toujours à l'intérieur d'un secteur de contrôle et donc toujours en contact avec le contrôleur correspondant.

## En France

### Formation
La formation française des contrôleurs aériens civils est suivie à l'École nationale de l'aviation civile (ENAC) à Toulouse.

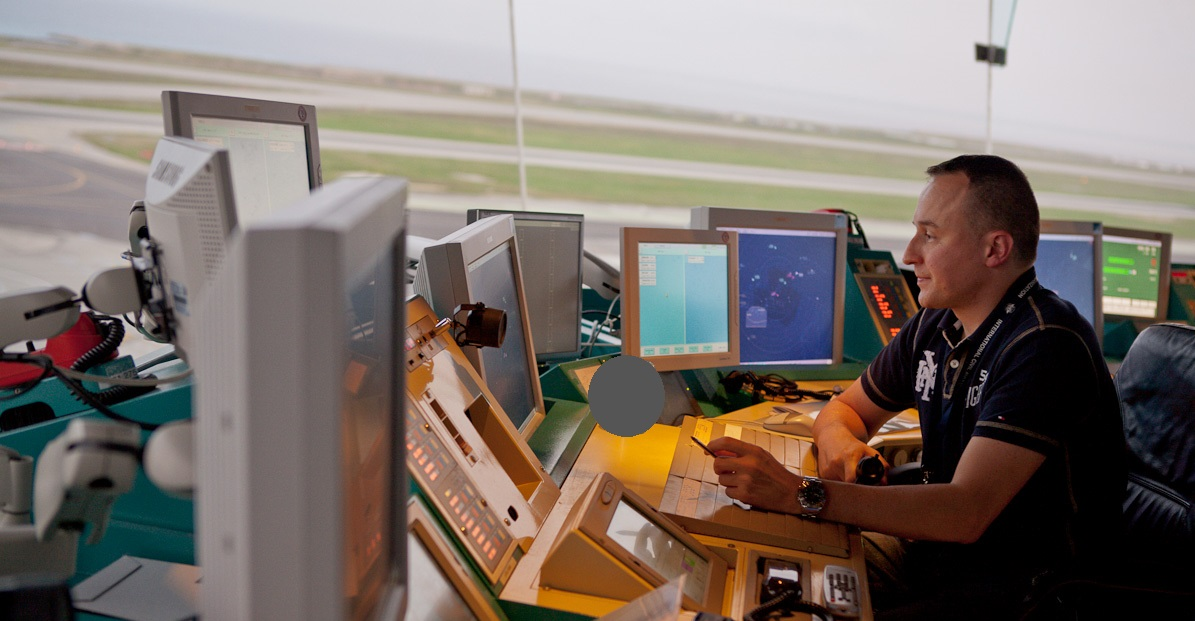
Contrôleur à la tour de Nice Côte d'Azur

La sélection d'entrée des futurs ingénieurs du contrôle de la navigation aérienne (ICNA) à l'ENAC a se déroule lors d'un concours via la banque d'épreuve du Concours Commun des Instituts Nationaux Polytechniques (CCinP ex-CCP) depuis 2019 avec un barème spécial, ouvert aux ressortissants de la communauté européenne, âgés de 18 à 26 ans, aptes physiquement et pouvant justifier d'une 2e année de classe préparatoire scientifique (ou 2e année de classe préparatoire intégrée), ou étant titulaire (avant le 1er janvier) de l'un des diplômes suivants : DEUG, DUT, BTS à caractère scientifique ou technologique, DEUST. Cependant, la grande majorité des candidats ICNA est issue des classes préparatoires Math Sup/Math Spé.
La formation à l'école est publique et dure trois ans (sauf en cas de prolongement de la formation). Elle est sanctionnée par un diplôme d' « Ingénieur du Contrôle de la Navigation Aérienne » – ICNA – (appellation administrative du corps de fonctionnaires associé, cependant il ne s'agit pas d'un titre d'ingénieur reconnu par la commission des titres d'ingénieur (CTI)). Au cours de la formation initiale, après une durée de 18 mois, l'ICNA est affecté, soit en tour de contrôle (avec centre d'approche intégré), soit en centre en route de la navigation aérienne (CRNA). Une fois affecté, l'élève ICNA commence sa formation pratique dans son centre, en alternance avec la formation théorique qui se poursuit à l'école. À l'issue des trois années de formation (pratique + théorique), le diplôme est délivré, mais l'élève n'est alors pas toujours entièrement qualifié, selon l'importance et la complexité de son centre d'affectation. Selon les organismes, 1 à 3 ans sont encore nécessaires à l'achèvement de la qualification, pouvant alors porter le temps de formation totale d'un ICNA à 8 années après le BAC.
En cas de mutation en cours de carrière vers un autre centre de contrôle (approche ou CRNA), toute la phase de formation pratique doit être reprise à zéro, adaptée aux particularités du nouveau centre, pour une durée de 1 à 3 ans, selon le niveau nécessaire.
Le corps des techniciens supérieurs des études et de l'exploitation de l'aviation civile (TSEEAC), recrutés après le baccalauréat et formés en trois ans à l'ENAC, est un corps polyvalent dont l'une des fonctions est également d'assurer le contrôle d'aérodrome sur des aéroports dont l'approche n'est pas gérée sur place.
Depuis le 19 juillet 2012, un arrêté confère le grade de master à la formation ICNA.

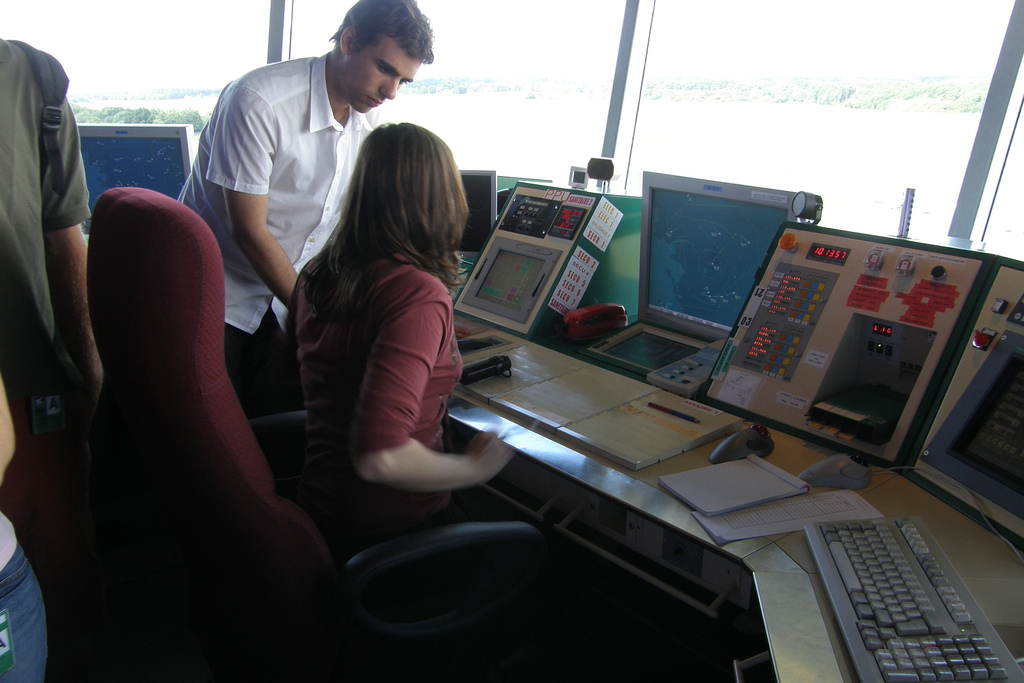
Contrôleur et élève dans la tour de Nantes

### Licence
La qualification maximale d'un contrôleur aérien (ICNA) dans son centre donne lieu à la délivrance d'une licence européenne de contrôle, document obligatoire pour l'exercice de la fonction en poste opérationnel. Cette licence n'est délivrée que pour une durée de 3 ans renouvelables.
Le renouvellement de la licence de contrôle est soumise à diverses obligations :
- avoir un certificat d'aptitude médicale en état de validité (voir paragraphe suivant).
- avoir suivi le plan individuel de formation à l'anglais, plan lui-même délivré pour une durée de 3 ans, permettant de justifier d'un niveau minimum réglementaire d'anglais général.
- avoir suivi un stage de facteurs humains.
- avoir suivi un stage de maintien de compétences comportant, entre autres, des exercices de simulations de situations de contrôle dégradées et/ou inhabituelles.
- avoir effectué un nombre minimum d'heures effectives de contrôle aérien sur position opérationnelle.

L'ensemble de ces obligations doit être revalidé tous les 3 ans.

### Aptitude médicale
L'autorisation d'exercer la licence d'ICNA est soumise, entre autres, à une aptitude médicale stricte. Celle-ci est réévaluée par une visite tous les 2 ans pour les moins de 40 ans, et tous les ans au-delà de 40 ans. Elle est dépendante de normes précises, portant notamment sur l'acuité visuelle, l'audition, l'appareil cardio-vasculaire, l'appareil respiratoire, l'appareil digestif, les maladies du métabolisme, de la nutrition, du système endocrinien, l'hématologie, l'appareil urinaire, maladies et infections, l'appareil locomoteur, la psychiatrie et psychologie, neurologie. Toute pathologie présente dans l'un de ces domaines peut entraîner une inaptitude temporaire ou définitive. Dans ce cas, l'ICNA est reclassé sur un poste hors exploitation, lorsque cela est possible.

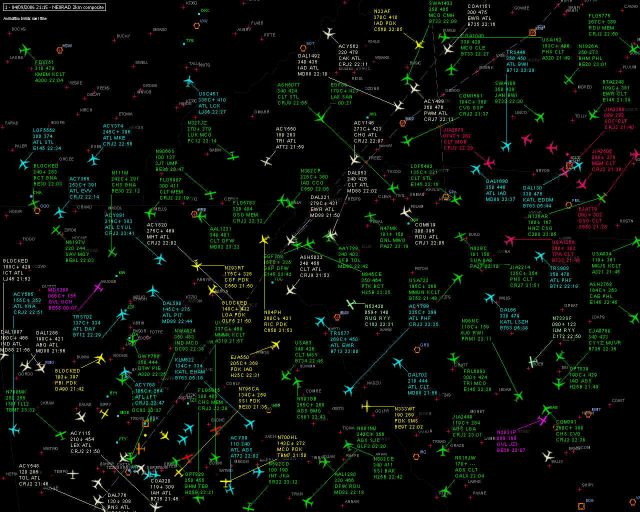
Image radar vulgarisée

### Revenus
Les études à l'ENAC sont rémunérées, en échange de quoi l'élève s'engage pour une durée de 10 ans (formation comprise). En sortie d'école, un Ingénieur du contrôle de la navigation aérienne (ICNA) encore en formation perçoit une rémunération annuelle nette (primes incluses) approximativement égale à 21 000 euros. Un jeune ICNA qualifié (autonome dans son travail dans son centre d'affectation) perçoit une rémunération annuelle nette (primes incluses) comprise entre 42 000 et 59 000 euros. En fin de carrière, un Ingénieur en chef du contrôle de la navigation aérienne perçoit une rémunération annuelle moyenne nette (primes incluses) comprise entre 65 000 et 108 000 euros. Toutefois, les revenus varient d'un centre à un autre, mais restent inférieurs à la moyenne européenne.
La DGAC indique, en avril 2015, un salaire moyen de 5 000 euros euros net par mois pour les 3 909 contrôleurs aériens français.

### Temps de travail
Pour compenser la charge de stress élevée, ainsi que le travail de nuit et aux jours fériés, les ICNA bénéficient d'une réglementation de leur temps de travail avantageuse. En effet, le travail de nuit et durant les jours fériés et week-end n'étant pas rémunérés davantage que les autres jours, ceux-ci sont récupérés de manière linéaire sur le temps de travail global. Ainsi, ils ne peuvent travailler plus de 32 heures par semaine glissante. Par ailleurs, ce temps de travail doit être composé à 25 % de pauses. Bien que cela ne soit pas le cas de tous, et pour respecter cette réglementation, un contrôleur aérien ne travaille donc généralement pas plus de quatre jours par semaine.

### Déroulement de carrière
La délivrance d'un diplôme d'ingénieur permet aux ICNA d'exercer, tout au long de leur carrière, différentes fonctions, allant du poste de contrôleur aérien "classique" à celui d'ingénieur d'étude dans les différentes subdivisions de son centre de contrôle. Le passage d'une fonction à l'autre peut se faire dans les deux sens. Il peut alors évoluer vers des fonctions de chef de service, d'équipe, ou de Tour.
Il peut également demander une mutation vers un autre centre de contrôle, soit dans une subdivision d'étude, soit pour un poste opérationnel. Dans ce second cas, une à trois années seront généralement nécessaires à l'obtention de la nouvelle qualification de contrôle.
Du fait du haut niveau de facultés cognitives et de stress exigés par la fonction, la carrière d'un ICNA est courte : la retraite doit survenir au plus tard à 59 ans, sans aucune possibilité de prolongation. Cet âge est fixé entre 55 et 57 ans dans les autres pays européens, et à 56 ans aux États-Unis.

## En Europe

### Eurocontrol
Eurocontrol est une agence européenne qui centralise la planification du trafic et pilote l'évolution de l'organisation du contrôle aérien civil dans toute l'Europe, mais elle possède aussi un centre de contrôle régional situé à Maastricht, aux Pays-Bas. Eurocontrol recrute et forme elle-même les contrôleurs qui travaillent dans ce centre.

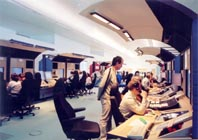
Salle d'un CRNA

## Aux États-Unis
Aux États-Unis, le syndicat professionnel des contrôleurs aériens (le PATCO) est célèbre pour la grève qui l'a opposé au président américain Ronald Reagan en août 1981. Après deux jours de grève, le président Reagan a mis ses menaces à exécution et a licencié 11 345 des 13 000 contrôleurs.
Cependant, ce fut un échec. En effet, de nombreux incidents aériens et des retards phénoménaux découlèrent du manque d'effectif ainsi engendré. Encore aujourd'hui, cette action comporte des conséquences fâcheuses sur l'effectif des contrôleurs aériens américains, qui connaît une pénurie récurrente, du fait du départ à la retraite quasi simultané des milliers de contrôleurs réembauchés simultanément sous le président Reagan.

## Pour approfondir